# Bernard Rajh
Bernard Rajh, slovenski jezikoslovec in knjižničar, * 26. februar 1953, Brengova.
Rajh je leta 1977 diplomiral iz slavistike na ljubljanski Filozofski fakulteti in prav tam 1989 tudi magistriral, 1998 pa doktoriral z disertacijo: Knjižnojezikovno delo Petra Dajnka kot poskus standardizacije vzhodnoslovenskega narečja.  Leta 1978 se je zaposlil na Univerzitetni knjižnici v Mariboru in bil tam v letih 1989−1994 tudi ravnatelj. V letih 1991−1993 je bil urednik revije za kulturo in družbo Dialogi. 
Rajh se je kot jezikoslovec posvetil raziskavam razmerij med vzhodnimi slovenskimi narečji in razvojem slovenskega knjižnega jezika. Pri biblioteklarskem strokovnem delu pa se posveča predvsem sodobni organiziranosti in informacijski tehnologiji. Bil je tudi sourednik več publikacij v svojem rojstnem kraju, npr. "Podobe kraja" Zbornik Občine Cerkvenjak, napisal je tudi narečni slovar severozahodnoprleškega govora Gúčati po antùjoško ..